# Acide néridronique
L'acide néridronique (DCI) est un bisphosphonate.